# Nathaniel Parker
Nathaniel Parker (18 de maio de 1962) é um ator britânico, famoso por interpretar Detetive Inspetor Thomas Lynley na série de drama criminal da BBC, The inspector Lynley Mysteries e também por interpretar Edward Gracey no filme de comédia Haunted Mansion.
Também interpretou o rei Caspian IX em The Chronicles of Narnia: The Voyage of  the Dawn Treader.

## Filmografia

### Telefilmes
| Ano           | Título                                | Papel                             | Notas |
| ------------- | ------------------------------------- | --------------------------------- | ----- |
| 1991          | The Black Candle                      | Lionel Filmore                    |       |
| 1991          | The War That Never Ends               | Alcibiades                        |       |
| 1991          | Heroes II: The Return                 | Lt. Col. Ivan Lyon (Rimau leader) |       |
| Dancing Queen | Nigel                                 |                                   |       |
| 1994          | Gefährliche Spiele                    | Thomas Cranmer                    |       |
| 1995          | A Village Affair                      | Martin Jordan                     |       |
| 1997          | David                                 | David                             |       |
| 1997          | Into Thin Air: Death on Everest       | Rob Hall                          |       |
| 1998          | Far from the Madding Crowd            | Gabriel Oak                       |       |
| 2000          | Trust                                 | Andrew Pearce                     |       |
| 2004          | The Private Life of Samuel Pepys      | Charles II                        |       |
| 2004          | Pretending to Be Judith               | James                             |       |
| 2007          | A Class Apart                         | Anthony Troth                     |       |
| 2009          | The Courageous Heart of Irena Sendler | Dr. Majkowski                     |       |
| 2013          | Still Life: A Three Pines Mystery     | Armand Gamache                    |       |